# Through the Looking Glass (Angel)
Through the Looking Glass conocido en América Latina como El cristal por donde miras y  en España bajo la traducción de A través del espejo es el vigésimo segundo episodio de la segunda temporada de la serie de televisión estadounidense Ángel. Escrito y dirigido por Tim Minear. El episodio se estrenó originalmente el 15 de mayo de 2001.
En este episodio Ángel y la pandilla quedan atrapados en Pylea buscando a Cordelia. Mientras que esta última ha sido nombrada como la princesa por razones desconocidas, el resto del equipo tratan de encontrar una manera de escapar.

## Argumento
Ángel, Wesley y Gunn se sorprenden al ver que Cordelia ha sido coronada como la princesa de Pylea. En un principio ordena que sus amigos sean decapitados, pero rápidamente afirma estar bromeando. Después de que ella rechaza a los guardias, Cordelia cuenta cómo se convirtió en princesa, debido a sus visiones. Lorne confirma que su pueblo ha estado esperando por una chica con una maldición de la vista que según la profecía los salvará a todos.
Lorne lleva a Ángel a su casa familiar, donde el primo de Lorne, Landok identifica a Ángel como un héroe. Ángel, que se hace el invitado especial de sus fiestas del pueblo próximo, cuenta historias a la gente de Pylea, mientras Lorne solo lo ignora. Landok le ofrece a Ángel el honor de "usar el Crebbil en el Bach-nal", y Ángel está de acuerdo en participar - antes de descubrir que significa decapitar a un ser humano por lo que la gente de Pylea esperan comerse el resto. Winifred "Fred" Burkle aparece como la condenada a morir, pero Ángel se niega a matarla. Los dos entonces consiguen escapar cuando Lorne empieza a cantar, causando un dolor severo a los Pyleanos.
Al estudiar atentamente en la biblioteca del castillo, Wesley descubre que "la maldecida" tendrá que hacer algo que se llama "com-shuk" con un Groosalugg. Todos consideran pedirle a los sacerdotes a traducir el libro, hasta que descubren que es parte de una trilogía marcada con tres animales - un lobo, un carnero y un ciervo - que une a los sacerdotes a la firma de abogados del mal ubicado en Los Ángeles del presente. Silas, uno de los sacerdotes, llega para informar a Cordelia que el Groosalugg ha sido convocado y que el "com-shuk" es un ritual de apareamiento. Wesley, Gunn, Cordelia y tratan de escapar por la alcantarilla del castillo, pero Cordelia es capturado por los sacerdotes y la llevan de vuelta a su trono. Fuertemente custodiada, Cordelia se preocupa por el apareamiento con el demonio, hasta que Silas presenta al Groosalugg, que es un hombre joven, guapo y musculoso.
Fred lleva a Ángel a una cueva donde ella ha estado viviendo durante mucho tiempo. Fred habla nerviosamente mientras dibuja locamente garabatos en las paredes de la cueva. Ángel encuentra la licencia de conducir de Fred y se da cuenta de que ella es la chica de la visión de Cordy. Ella no le cree cuando él le comenta de su vida en Los Ángeles y cómo llegó a Pylea porque ha pasado mucho tiempo, y ella no quiere creer. Ángel es atacado por los guardias en su intento de llevarse a Fred al castillo, y cuando él trata de cambiar a su cara de vampiro, en vez de eso se convierte en demonio puro y hiere mortalmente a uno de los guardias con sus dientes de gran tamaño. El otro corre y Ángel se fija en la chica, dejando Fred asustada y sola. Wesley y Gunn vagan perdidos, hasta que el Ángel demonio les ataca. Durante el ataque Wesley reconoce el tatuaje de Ángel. A corta distancia, Fred cubre su mano de sangre, atrayendo a Ángel y alejándolo de sus amigos con el olor. El demonio Ángel ve su reflejo en el agua de la cueva de Fred y de repente se motiva a volver a su forma humana. Gunn y Welsey son rodeados y atados por los rebeldes que quieren enviar un mensaje al castillo. Gunn y Wesley tratar de convencer a los rebeldes que conocen a la princesa y les sugieren comunicarse civilizadamente. Los rebeldes están de acuerdo, pero su idea implica cometer homicidio. Fred acoge a Ángel mientras se retuerce dolorosamente de las consecuencias de ser controlado por su demonio interno. Llega a la conclusión de que sus amigos vieron lo que realmente era y ahora no puede volver a verlos.
El Groosalugg le dice Cordelia que sus cualidades humanas lo hacen poco atractivo a su pueblo, por lo que luchó con los demonios para poner fin a su existencia, pero después de derrotarlos a todos se ganó su nombre por su valentía y fuerza. Lorne es llevado ante Cordelia para el juicio y que está casi condenado a muerte, pero Cordelia lo perdona y luego lo echa para que pueda estar a solas con su futuro compañero. Cordelia le explica a Groosalugg que ella no es una princesa, pero él no le cree, por lo que le dijeron de ella. Silas le dice a sus compañeros sacerdotes que la princesa está reescribiendo las reglas y que quiere hacer el bien en Pylea. Tampoco les gusta que el com-shuk no se haya efectuado. Cordelia está escribiendo sus nuevas reglas cuando es interrumpida por Silas, quien trae una charola y le ordena a Groosalugg salir de la habitación. Él le dice que ella y Groosalugg son sólo herramientas y que va a hacer lo que les dicen. Cordelia se niega a aceptarlo, hasta que se sorprende al ver a Silas mostrándole el contenido de la charola: la cabeza decapitada de Lorne.

## Producción
Este episodio fue el más difícil de realizar en el caso de maquillaje, ya que el maquillaje que el actor Andy Hallet usa como Lorne dura aproximadamente tres horas. De manera que para el resto de los actores que interpretan Pyleanos, fueron maquillados desde la 2 a. m.

### Actuación
El creador de la serie Joss Whedon aparece brevemente en este episodio el hermano pyleano de Lorne, "Numfar". Whedon quería que su apariencia fuera una gran sorpresa, por lo que fue maquillado en un tráiler apartado. Cuando Andy Hallett , el actor que interpretó a Lorne, vio Whedon hacer la "Danza de la alegría" en el ensayo, él creyó que el actor desconocido era "basura".

## Continuidad
- Aparece por primera vez Grossalug quien reaparece para la tercera temporada de la serie.
- Ángel y Winifred se conocen.
- Cuando Cordelia dice sarcásticamente que no quiere ser impregnada con las semillas de un demonio, ella hace referencia a las dos ocasiones que fue víctima de ello. (Expecting, Epiphany)
- Cuando Ángel le cuenta a los pyleanos sus aventuras él menciona la batalla que tuvo contra Vocah y cuando le cortó a Lindsey su mano, (To Shanshu in L.A.) luego Landok le pide a Ángel que repita la historia del hechicero que podía desmembrarse voluntariamente (I Fall to Pieces).

## Recepción
El arco de "Pylea", que comienza con el episodio anterior y que concluye con el final de temporada, "There's No Place Like Plrtz Glrb", aparece como el noveno en el top 10 de episodios de Ángel en Slayage.com.